# Magoč
Magoč (mađ. Mágocs) je veliko selo u središnjoj južnoj Mađarskoj.
Zauzima površinu od 42,54 km četvornih.

## Zemljopisni položaj
Nalazi se na 46° 21' sjeverne zemljopisne širine i 18° 14' istočne zemljopisne dužine, sjeverno od Mečeka, na nadmorskoj visini od 220 m. Dumvar je 4 km zapadno i sjeverozapadno, Čikoc (Tutiš) je 3 km zapadno, Dobrokesa je 5 km sjeverno, Hajmaš je 3,5 km sjeveroistočno, Bikala je 1,5 km istočno-jugoistočno, Alsomocsolad je 1,8 km južno, a Grenjiš je 3,5 km jugozapadno. Zapadno i sjeverozapadno te južno od Magoča su jezerca.

## Klima
Ljeta su blago topla, a zime su blage. Brdski predjeli su umjerene vlažnosti. Prosječna godišnja temperatura je od 10 do 10,5 °C.

## Upravna organizacija
Upravno pripada Šaškoj mikroregiji u Baranjskoj županiji. Poštanski broj je 7342. 

## Povijest
Područje je po procjenama bilo naseljeno još u 4000. g. pr. Kr. pa sve do 2800. pr. Kr. Procjene su temeljene na nalazima lončarije u predjelu Hundsberg. 
Ime ovog sela se prvi put pojavljuje za vrijeme mongolske invazije na Ugarsku i to kao Maguch. Tada je bila posjedom obitelji Szente-Magócs. 1251. se spominje benediktinska opatija u selu.
Unatoč ovome, prema istraživanjima istraživača iz 19. st. Frigyesa Pestyja, stari stanovnici su ovo selo zvali Magasdnak.
Mađarsko stanovištvo je u potpunosti nestalo nakon što je selo došlo pod tursku vlast. Tada dolaze i pravoslavni Južni Slaveni u to selo. Selo je u potpunosti opustjelo za vrijeme Rákóczijeve bune (1703. – 1711.).
U iseljeničkom valu iz 1715. godine je dio Hrvata iz ogulinskog i otočačkog kraja je odselio u južnu Mađarsku, u sjevernu Baranju, u sela Magoč, Bikalu i Hajmaš. Vremenom su svi ti Hrvati pomađareni, ali su sve vrijeme zadržali čakavske osobine svog govora
Od 1718. godine Mađari, a zatim od 1743. godine Nijemci su u više valova došli u Magoč. Nijemci su činili 78% stanovnika sve do 1920. godine. Kada se iseljavalo Nijemce 1945. godine i rekoloniziralo sela, u Magoč se namjesto iseljenih Nijemaca dovelo 106 obitelji iz Kiskundorozsme. Stanovnici su čvrsto vezani uz rimokatoličanstvo. Mjesna crkva je sagrađena između 1800. i 1805. godine.
Prema nadgrobnim natpisima., židovska vjerska zajednica je djelovala u Magoču oko 1750. godine Sinagogu su sagradili 1846. godine.
U 19. stoljeću je Magoč bio trgovištem i jedan od stotinjak okruga. U gradu je bilo nekoliko jakih gilda. Tkalačka je bila najjača, a najbrojnija mlinarska. U selu su djelovali i lončari i proizvođači pločica. Predjel Téglaháza se zvao Olaszfala (po talijanskim radnicima). Ondje je djelovao opekar koji je radio od 1800. godine, a talijanski radnici sve do 1930. godine.

## Promet
2 km južno od ovog gradića prolazi željeznička prometnica Dumvar-Batasik, a 2 km sjeverno prolazi pruga koja vodi od Dumvara do Budimpešte.

## Stanovništvo
Magoč ima 2679 stanovnika (2001.). Mađari su većina. U selu manjinsku samoupravu imaju Roma kojih ima oko 5% te Nijemci, koji čine desetinu stanovnika. U Magoču je ostao vrlo mali broj Hrvata od nekada brojnije zajednice. Rimokatolici čine skoro 4/5 stanovnika, a u selu su i manje zajednice luterana i kalvinista.

## Vanjske poveznice
- (mađ.) Mágocs Város Önkormányzatának hivatalos honlapja
- (mađ.) Mágocs a Vendégvárón  Arhivirana inačica izvorne stranice od 24. travnja 2005. (Wayback Machine)
- (engl.) Magoč na fallingrain.com